# Primer Govern Provisional de la Segona República Espanyola

Escut de la Segona República Espanyola

El Primer Govern Provisional de la Segona República Espanyola presidit per Niceto Alcalá Zamora de la Dreta Liberal Republicana es va constituir el 14 d'abril de 1931, fins a la crisi del 14 d'octubre de 1931. Constitueix l'etapa més llarga del Govern Provisional de la Segona República Espanyola

## Repartiment de carteres
| Imatge                    | Cartera                                     |  | Nome                                                   | Partit                              |
| ------------------------- | ------------------------------------------- |  | ------------------------------------------------------ | ----------------------------------- |
|                           | President del Govern                        |  | Niceto Alcalá-Zamora Priego de Córdoba (Còrdova), 1877 | Dreta Liberal Republicana           |
|                           | Ministre d'Estat                            |  | Alejandro Lerroux García La Rambla (Còrdova), 1864     | Partit Republicà Radical            |
|                           | Ministre de Justícia                        |  | Fernando de los Ríos Urruti Ronda (Màlaga), 1879       | PSOE                                |
| Manuel Azaña              | Ministre de la Guerra                       |  | Manuel Azaña Díaz Alcalá de Henares (Madrid), 1880     | Acció Republicana                   |
| Santiago Casares Quiroga  | Ministre de Marina                          |  | Santiago Casares Quiroga La Corunya, 1884              | ORGA                                |
| Indalecio Prieto          | Ministre d'Hisenda                          |  | Indalecio Prieto Tuero Oviedo (Astúries), 1883         | PSOE                                |
| Miguel Maura              | Ministre de la Governació                   |  | Miguel Maura Gamazo Madrid, 1887                       | Dreta Liberal Republicana           |
| Marcel·lí Domingo         | Ministre d'Instrucció Pública i Belles Arts |  | Marcel·lí Domingo i Sanjuán Tarragona, 1884            | Partit Republicà Radical Socialista |
|                           | Ministre de Foment                          |  | Álvaro de Albornoz Liminiana Ḷḷuarca (Astúries), 1879  | Partit Republicà Radical Socialista |
| Francisco Largo Caballero | Ministre de Treball                         |  | Francisco Largo Caballero Madrid, 1869                 | PSOE                                |
| Lluís Nicolau d'Olwer     | Ministre d'Economia Nacional                |  | Lluís Nicolau d'Olwer Barcelona, 1888                  | ACR                                 |
| Diego Martínez Barrio     | Ministre de Comunicacions                   |  | Diego Martínez Barrio Sevilla, 1883                    | Partit Republicà Radical            |

## Composició
Després de la renúncia del govern presidit per Juan Bautista Aznar-Cabañas, els membres del Comitè Revolucionari redacten les actes del naixement de la Segona República Espanyola. Porta la veu cantant Niceto Alcalá-Zamora, a qui tots els reunits reconeixien la seva superioritat de jurista, i, un darrere l'altre, va dictar els següents decrets:
Primer decret

Estendard Presidencial de *Niceto Alcalá-Zamora.

Nomenava President del Govern Provisional de la República a Niceto Alcalá Zamora.
| «                                                           | ... El Govern provisional de la República ha pres el poder, sense tramitació i sense cap resistència ni oposició protocol·lària; és el poble qui li ha elevat a la posició en què es troba i és ell qui en tot Espanya rendeix acatament i investeix d'autoritat. En virtut d'això, el president del Govern provisional de la República assumeix des d'aquest moment la Prefectura de l'Estat, amb l'assentiment exprés que les forces polítiques triomfants i de la voluntat popular, coneixedora, abans d'emetre el seu vot en les urnes, de la composició del Govern provisional. Interpretant el desig inequívoc de la Nació, el Comitè de les forces polítiques coaligades per a la instal·lació del nou règim designa en Niceto Alcalá Zamora y Torrespara el càrrec de President del Govern provisional de la República... | » |
| — Preàmbul del Decret que designava president Alcalá Zamora | |   |

Decrets de nomenament de ministres
Designaven els següents ministres:

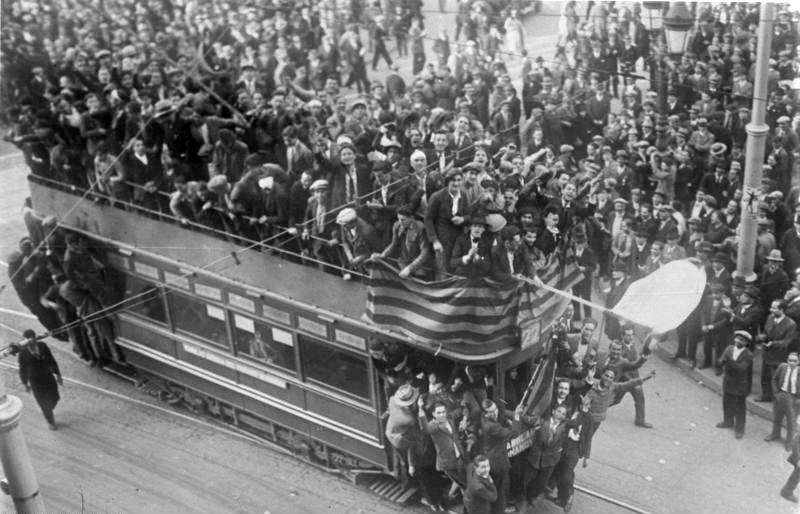
Proclamació de la Segona República a Barcelona.

- Estat, Alejandro Lerroux García (Partit Republicà Radical).
- Gràcia i Justícia, Fernando de los Ríos Urruti (PSOE).
- Guerra Manuel Azaña Díaz (Aliança Republicana).
- Marina Santiago Casares Quiroga (Federació Republicana Gallega).
- Governació, Miguel Maura Gamazo (Partit Republicà Conservador).
- Fomento, Álvaro de Albornoz y Liminiana (Partit Republicà Radical Socialista).
- Treball i Previsió Social, Francisco Largo Caballero (PSOE).

Quedaven per cobrir les següents carteres els titulars de les quals es trobaven exiliats a París:
- Instrucció Pública i Belles arts Marcel·lí Domingo i Sanjuán (Partit Republicà Radical Socialista).
- Economia Nacional, Lluís Nicolau d'Olwer (Acció Catalana).
- Hisenda, Indalecio Prieto Tuero (PSOE).
- Comunicacions, Diego Martínez Barrio (Partit Republicà Radical).

## Altres decrets
Amnistia
Per un altre dels Decrets es concedia l'amnistia, justificant-la el Govern sobre la base del següent raonament:
| «                                | ...la més àmplia amnistia a tots els delictes polítics, socials i d'impremta, sigui qualsevol l'estat en què es trobin els processos, inclosos els ja fallats judicialment i la jurisdicció al fet que estiguessin sotmesos (...) que els delictes polítics socials i d'impremta responen generalment àdhuc sentiment d'elevada idealitat i han estat impulsats per l'amor a la llibertat i a la pàtria i a més legitimats pel vot del poble en el seu desig de contribuir al restabliment de la pau general... | » |
| — Decret de concessió d'amnistia | |   |

Estatut jurídic
L'Estatut jurídic del Govern Provisional, que consta de preàmbul i sis articles i que constitueix la norma legal superior per la qual es regirà el Govern Provisional fins a la Constitució espanyola de 1931.
14 d'abril
Altre decret declara el dia 15 d'abril com a festiu i també a enaltir la data del 14 d'abril com a festa nacional.
Nou ministeri
Un últim decret tracta de la creació d'un nou ministeri:
- Comunicacions, Diego Martínez Barrio (Partit Republicà Radical).